# Koushun Takami
Koushun Takami (traslitterazione di 高見 広春; Amagasaki, 10 gennaio 1969) è uno scrittore giapponese, autore del romanzo Battle Royale.

## Biografia
Nato ad Amagasaki, nella prefettura di Hyōgo, vicino a Osaka, si è laureato in estetica alla Osaka University. Ha lavorato dal 1991 al 1996 per il quotidiano giapponese Shikoku Shimbun, scrivendo articoli riguardanti, tra gli altri temi, la politica e l'economia.
Dopo aver lasciato il giornale, ha pubblicato un romanzo dal contenuto molto controverso, intitolato Battle Royale (バトル・ロワイアル?, Batoru Rowaiaru). Divenuto un bestseller già nel 1999, anno della sua pubblicazione, da Battle Royale sono stati tratti nel 2000 un manga e un film.

## Opere
- Battle Royale (1999), Milano, Mondadori, 2009 ISBN 978-88-04-58687-6